# سریه علی بن ابی‌طالب (یمن)
سریه علی بن ابی طالب، حمله مسلمانان به فرماندهی علی بود که به منظور مسلمان کردن مردم یمن ساسانی انجام گرفت. این حادثه در ۱۰ هجری یا ۶۳۱ میلادی رخ داد.
به نوشته منابع اسلامی، خالد بن ولید مأمور مسلمان کردن مردم یمن شد. او ۶ ماه در آنجا ماند ولی آنها اسلام نیاوردند. سپس محمد، علی بن ابی طالب را با خالد به آنجا فرستاد. علی از آنها خواست تا اسلام آورند و پیغامی از طرف محمد به آنها رسانید و آنها پس از جنگ مجبور به پذیرش شدند و اسلام آوردند. سپس علی به محمد خبر موفقیتش را داد.
علی بن ابیطالب غنائم به دست آمده از یمن ساسانی را به شرط اسلام آوردن مردم به آنها بخشید اما طبق احکام اسلام خمس آن غنائم را که سهم خدا و رسول خدا بود جدا کرد و برای پیامبر آورد که این کار باعث خشم تعدادی از جنگجویان و اصحاب و قبایل پیروز نسبت به علی شد.